# De 39 artikler
De 39 artikler eller Articles of Religion er den anglikanske kirkes officielle læregrundlag efter bruddet med romerkirken i 1530'erne.
Ærkebiskop Thomas Cranmer havde 1538 udfærdiget nogle artikler med den augsburgske konfession som forbillede, og efter revisioner i blandt andet 1553 og 1563 blev artiklerne 1571 godkendt af parlamentet som læregrundlag for den engelske kirke/anglikanske kirke og optaget i kirkens liturgibog Book of Common Prayer.
Artiklerne er udformet så fløjene i den anglikanske kirke har kunnet acceptere læregrundlaget, om end i forskellig tolkning.